# Джунгаро-Балхашская складчатая система
Жонгаро-Балкашская (Джунгаро-Балхашская) складчатая система — крупная тектоническая структура на юго-востоке Казахстана, часть обширной Казахской складчатой области. Это неоднородная геосинклинальная система, которая на протяжении байкальской и каледонских тектонических эпох имела эвгеосинклинальный режим развития. Система включает северное, северо-восточное и северо-западное Прибалкашье, почти полностью Жетысу (Жонгарский) Алатау. Представляет собой ромбовидную структуру размером 600x700 км, ограниченную с северо-востока Шынгыс-Тарбагатайскими, с юго-запада Шу-Балкашскими каледонидами, с севера Карагандинским синклинорием и его продолжением, а с юга структурами Северного Тянь-Шаня. Как самостоятельный региональный структурный элемент система обособилась в раннем девоне, когда сформировался Казахстанско-Тянь-Шанский каледонский консолидированный массив. В результате сложной геологической истории были сформированы хорошо выделяющиеся геолого-структурные элементы — синклинории, антиклинории, прогибы (впадины).
Северо-западная часть системы является наиболее сложной и длительно формировавшейся складчато-надвиговой структурой. Расположенный тут ряд узких антиклинориев и синклинориев на востоке ограничен Центральноказахстанским долготным разломом, а на западе — девонским вулканическим поясом. С севера на юг выделяются:
- сильно сжатый Спасский антиклинорий;
- Нурннский и Карасорский синклинорий;
- узкий Хектурмасавский и (на западе) Атасуйский антиклинорий;
- Успенский синклинорий;
- Жамаи-Сарысуйский синклинорий (сложен толщами силура — нижнего девона, с впадинами, выполненными средним девоном—нижним карбоном);
- изогнутый Актау-Моинтинский антиклинорий[2].

Внутреннюю часть Джунгаро-Балхашской системы образуют:
- широкий, подковообразной формы Балхаш-Илийский вулканический пояс;
- Северо-Балхашский антиклинорий;
- Северо-Джуигарский синклинорий;
- антиклинорий Джунгарского Алатау, выраженный в рельефе высокогорным хребтом[2].

На территории складчатой системы находятся три имеющих промышленное значение медно-порфировых месторождения: Коныратское, Актогайское и Коксайское.